# Пол Лондон
Пол Санчес-Гарсия Лондон (на английски: Paul Sanchez-Garcia London) е американски професионален борец.
Лондон е работил за WWE(World Wrestling Entertainment), Ring of Honor, Total Nonstop Action Wrestling, Pro Wrestling ZERO-ONE и други разнообразни независими промоции.

## Кариера

### Ранен живот
Лондон е роден в Остин, Тексас, където посещава гимназия Westlake. Докато е там, той помага за създаването на първия училищен отбор по борба и става капитан, все още държейки рекорда за най-бърз туш от 7.4 секунди. След като се дипломира, Лондон тренира в няколко училища по професионална борба като караванния парк в Западен Мемфис и училище, ръководено от Иван Путски в Северен Остин, Тексас. Той дебютира в независимите кръгове на 7 април 2000 г., състезавайки се из училища в Тексас. Там той се запознава с главния треньор на Тексаската академия по борба, Руди Гонзалез и влиза в училището за още обучение.

### Ring of Honor и Total Nonstop Action Wrestling
Лондон дебютира в Ring of Honor (ROH) на 30 март 2002 г., в мач срещу Крис Марвъл. Той започва дълга вражда срещу Майкъл Шейн след един отборен мач за договори в ROH на 27 юли 2002 г. По време на мача, двамата отбелязват едновременно туш на партньора на другия. Реферът обаче отборява само за Шейн, давайки му победата, което води до свада между двамата. Те водят враждата си няколко месеца в мачове като уличен бой (в които тълпата често крещу please don't die заради въздушния стил на Лондон), тройни мачове и др.
На 7 декември 2002 г. Лондон печели турнир, за да спечели Трофея на главния претендент, който гарантираше мач за титлата на ROH. Три седмици по-късно, той губи мача от шампиона Екзейвиър. На 8 февруари 2003 г. Лондон се състезава в троен мач за Трофея и печели, туширайки AJ Стайлс за победата. След мача Екзейвиър уведомява Лондон, че ще трябва да се състезава веднага за титлата и Лондон отново губи срещу него. Последният мач на Лондон в ROH е за титлата срещу Самоа Джо на 19 юли 2003 г., който той губи.
По време на престоя си в ROH Лондон прави появи в японската промоция Pro Wrestling ZERO-ONE (ZERO1) и Total Nonstop Action Wrestling (TNA). Лондон се състезава в ZERO1 няколко месеца, започвайки през януари 2003 г., но отказва да подпише договор. На 12 февруари 2003 г. той прави дебюта си в TNA в Gauntlet мач срещу Джери Лин, но губи. Лондон се състезава главно в Х дивизията на компанията, печелейки и претендентски мачове за Х титлата. Последната му поява в TNA е на 18 юни 2003 г. на годишнината на TNA. Той се бори срещу Х шампиона Крис Сейбин за титлата, но губи след намеса на СМ Пънк.

### World Wrestling Entertainment

#### 2003 – 2004
Лондон подписва с WWE в средата на 2003 г., изигравайки няколко тъмни мача, преди да бъде пратен в подготвителната територия на компанията, Ohio Valley Wrestling. Официалният му дебют става в SmackDown!, губейки от Брок Леснар на 9 октомври. След мача Леснар продължава да налага Лондон, докато не се намесва неговият бъдещ партньор, Браян Кендрик. Двамата стават отбор на сестринското шоу на SD – Velocity, докато Spanky не напуска компанията през януари 2004 г.
Лондон влиза в отбор с Били Кидман на 29 януари 2004 г. На 8 юли в епизод на Smackdown, двамата печелят WWE титлите по двойки от двамата Дъдли. Те защитават титлата си срещу Дъдли няколко пъти, преди да я загубят от Рене Дюпри и Кензо Сузуки на 9 септември, след като Кидман оставя Лондон да се справя сам. Предателството на Кидман води до вражда, която окончава на No Mercy, където Кидман побеждава Лондон с Падаща звезда. След мача, Лондон започва да кърви от устата и бива изнесен на носилка, но Кидман го връща в ринга с носилката и приземява още една Падаща звезда върху контузените ребра на Лондон. Това се случва след като Лондон чупи носа си в мач срещу Букър Т на Smackdown, няколко седмици преди PPV-то. Носът му има нужда от операция и изискваше Лондон да отсъства няколко месеца. Лондон се завръща на 25 ноември и се състезава във Velocity до края на годината.

#### 2005 – 2006
На 10 март 2005 г. Лондон става претендент за титлата в полутежка категория на Чаво Гереро и я печели по-късно в кралска битка. Гереро предизвиква Лондон за титлата на Judgement Day, където Лондон излиза победител. По време на друг мач за титлата срещу Гереро, The Mexicools нахлуват в ринга и атакуват и двамата противници. На 14 юни, Лондон се съюзява със Скоти 2 Hotty и Фунаки, за да се изправи срещу мексиканците. В края на мача Хувънтуд Герера приземява 450-градусова преса, за да тушира Лондон, но в процеса приземява коляно върху лицето му и го контузва.
Лондон губи титлата в полутежка категория на 4 август, на епизод на Velocity от Нънцио. По-късно през нощта той дръпва heel промо, казвайки на феновете да протестират срещу загубата му. След това Лондон започва губеща серия от мачове, преди да се съюзи отново с отново наетия Брайън Кендрик.
На 16 декември двамата подновяват образа си, започвайки да носят театрални маски и еднакви дрехи.
Те бързо са издигнати до претенденти за титлите на WWE, получавайки нешампионатен мач срещу шампионите Джони Нитро и Джоуи Меркюри (MNM) на 10 февруари 2006 г. на Smackdown, но Лондон и Кендрик губят. На 7 април те отново се изправят срещу MNM, печелейки в друг мач, който не е за титлите. Историята им продължава и Лондон и Кендрик печелят още мачове срещу шампионите, включително и единични победи. Лондон и Кендрик печелят WWE титлите по двойки на Judgement Day, побеждавайки MNM за шести пореден път.
Първите претенденти за титлите им са Кейси Джеймс и Айдъл Стивънс, които ги побеждават в нешампионатен мач, стартирайки вражда между отборите.
На 14 октомври Лондон и Кендрик стават най-дълго царуващите WWE отборни шампиони, надминавайки рекорда на MNM от 145 дни. Въпреки това те все още биват използвани като късметлии във враждите им и това си проличава, когато започват губеща серия срещу Уилям Ригал и Дейв Тейлър. Ригал побеждава и двамата в единични мачове, а на 8 декември, шампионите губят мач, който не е за титлите от дуото. На “Armageddon Лондон и Кендрик защитават успешно титлите си в четворен мач със стълби срещу Ригал и Тейлър, MNM и братята Харди.

#### 2007 – 2008
На 2 февруари 2007 г. Лондон и Кендрик губят отново в нешампионатен мач срещу новобранския отбор на Дюс и Домино. В мач за титлите на No Way Out Л&К запазват титлите си. На 20 април, на издание на Разбиване обаче, Дюс и Домино побеждават Лондон и Кендрик, слагайки край на царуването им от 331 дни. Лондон и Кендрик се състезават неуспешно за титлите на 1 юни в троен мач, включващ и Ригал и Тейлър, както и губят реванша си на 15 юни.
Кендрик, заедно с партньора си Лондон, бива прехвърлен в Първична сила на 17 юни 2007 г. Те печелят дебютния си мач срещу Шелтън Бенджамин и Чарли Хаас на 18 юни. Те скоро стават заплаха за отборните титли и на 3 септември, печелят претендентски мач. Те развиват вражда срещу шампионите Ланс Кейд и Тревор Мърдок и на 5 септември, по време на хаус шоу, те печелят титлите им, само за да ги загубят три дни по-късно на друго хаус шоу. Лондон и Кендрик продължават враждата и губят от Кейд и Мърдок на Unforgiven. До края на 2007 г., двамата се състезават главно на Heat или в губещи мачове за титлите, докато Лондон не бива контузен в края на 2007 г. Като резултат, Кендрик започва да бъде използван като джобър.
След завръщането на Лондон двамата с Кендрик губят хандикап мач срещу Умага, в който Кендрик явно изоставя партньора си.
Напълно изоставяйки историята с изоставянето, Лондон и Кендрик се завръщат като отбор в следващите шоута, дори печелят мач срещу отборните шампиони Коди Роудс и Боб Холи, но издигането им е рязко възспряно по време на лотарията след Кечмания, в която Кендрик е пратен в Smackdown. Оттогава Лондон участва само в dark мачове на Raw, обикновено като jobber.

## В кеча
- Коронни и патентовани хватки
  - 450-градусова преса
  - Лондон зове / Лондонска падаща звезда (London Calling / London Star press – падаща звезда)
  - Падаща звезда от място
  - Падащ ритник-салто
  - Гъбено настъпване (Mushroom stomp – двойно настъпване на прав противник)
  - Помитащо DDT (в Ring of Honor)
  - Вафлено лице (Waffle face – лицтрошач с пилешко крило) – 2004 – 2005
  - Драконов суплекс – 2004 – 2005
  - Суисида

- Прякори
  - „Експерта по иновации“

## Титли и постижения
- Capital of Texas Power Wrestling
  - CTPW Cruiserweight шампион
- East Coast Wrestling Association
  - Победител в ECWA Super 8 Tournament (2003)
- Extreme Texas Wrestling
  - ETW Television шампион
- Funking Conservatory
  - FC United States шампион
  - FC Television шампион
  - FC Hardcore шампион
  - FC Tag Team шампион – с Адам Уиндзор
- NWA Southwest
  - NWA Texas Television шампион
- Professional Championship Wrestling
  - PCW Television шампион
- Pro Wrestling Illustrated
  - PWI Отбор на годината (2007) – с Браян Кендрик
- World Wrestling Entertainment
  - WWE Cruiserweight шампион
  - WWE Tag Team шампион (двукратен) – с Били Кидман (1) и Браян Кендрик (1)
  - World Tag Team шампион – с Браян Кендрик
- Wrestling Observer Newsletter
  - Най-подценен борец (2004)

## Личен живот
Лондон е наполовина испанец от страна на майка си. Той говори английски и испански.
Лондон има два по-възрастни братя, Даниел и Джонатан. През 1996 г. Даниел е убит от пиян шофьор на 19-годишна възраст. Джонатан е режисьор на музикални клипове.